# ORP Grom (1936)
«Грім» (пол. ORP Grom (1936) — військовий корабель, ескадрений міноносець типу «Грім» військово-морських сил Польщі за часів Другої світової війни.
Ескадрений міноносець «Грім» був закладений 17 липня 1935 року на верфі британської компанії J. Samuel White & Company на острові Коуз. 20 липня 1936 року він був спущений на воду, а 17 травня 1937 року увійшов до складу ВМС Польщі. Корабель нетривалий час брав активну участь у бойових діях на морі за часів Другої світової війни, бився у Північній Атлантиці, у Норвезькій кампанії.
30 серпня 1939 року, напередодні вторгнення нацистської Німеччини до Польщі, польським есмінцям «Блискавиця», «Бурза» та «Грім» було наказано активізувати план «Пекін», за яким військові кораблі прямували до Великої Британії, звідки вони мали діяти як конвойні кораблі. 1 вересня 1939 року польські есмінці зустрілися з британськими есмінцями «Вондерер» та «Воллес». Британські кораблі вивели польську флотилію до Літа, і вночі польські есмінці прийшли до Росайта.
4 травня 1940 року в ході проведення Норвезької кампанії есмінець «Грім» був потоплений у Ромбакен фіорді біля Нарвіку німецьким бомбардувальником He 111 KG 100 під командуванням лейтенанта Корталса.